# التدبير المنزلي الجيد

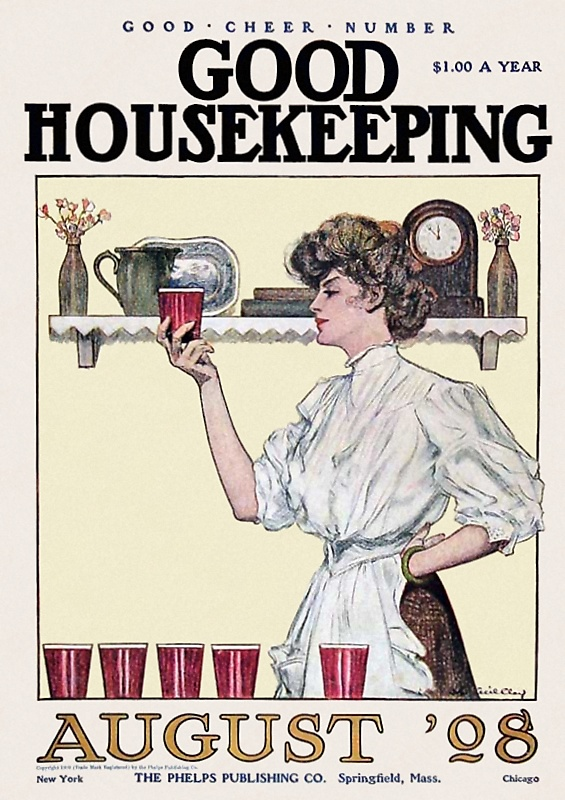
تغطية من أغسطس 1908 بواسطة جون سيسيل كلاي.

التَدْبَير المَنْزلي الجَيد هي مَجلة نِسائية مَملوكة مِن قِبل شَركة هيرست تضم مقالات حَول اهتمامات المرأة، والمُنتجات التي تَم اختبارها مِن قَبل مَعهد التَدبير المَنزلي الجَيد، وبها وصفات طعام، والحِمية الغِذائية، والصِحة، كما أنها تَضُم كذلك مَقالات أدبية، وهي مَعْروفة مِن خِلال ختمالتدبيرالمنزليالجيد، وهو مَشهور شعبيًا »بختم المُوافقة للتَدبير المَنزلي الجَيد».

## التَاريخ والمَلف الشَخصي
أسْسَ كلارك براين مَجلة التَدبير المَنزلي الجَيد في هوليوك، ماساتشوستس، كمجلة نِصف شهرية في 2 مايو 1885، وفي عام (1891)، أصبحت المَجلة تَصْدر شَهريًا.
حَققت المَجلة مَبيعات تَصل ال 300,000 نُسخة بِحلول عام (1911)، في هذا الوقت تَم بَيعها لشركةِهيرست، ومِن ثم فَاقت المَبيعات المِليون نسخة في منتصف عام (1920)، واسْتَمرت في الازدياد، حَتى خِلال الكَساد الكبير وما بعده. أما عام (1938)، انخفضت الإعلانات في المجلةِ بنسبة 22٪، ورغم ذلك أظهرت مَجلة التدبير المنزلي الجيد أرباحًا تصل إلى 202,583,2 دولار، وهو ما يُعادل ثلاثة أضعاف أرباح جَميع مَجلات شركة هيرست الثمانية مجتمعة، وفي الأغلب هي أكثر مجلة شهرية ربحًا في ذلك الوقت. بلغث الأرباح  2,500,000$ في عام (1943)، و 3,500,000$ في منتصف الخمسينيات، و 5,000,000 دولار في عام (1962)، و 5,500,000 دولار شهريًا في عام (1966)، وقد كَانت أرباح 1959 أكثر مِن 11 مليون دولار.
مَجلة التدبير المنزلي الجيد هي واحدة مِن «الأخوات السبع»، وهي مَجموعة مَجلات للخَدمات النسائية، في عام (1922)، قَامت شَرِكة هيرست بعملِ نسخة بِريطانية في نفسِ الخطِ.
من الكُتاب المشهورين الذين شاركوا في هذه المجلة، سومرست موغام، إدوين ماركهام، فرانسيس باركينسون كييس ج. كرونين، فرجينيا وولف، وإيفلين ووه

## الروابط الخارجية
- U.S. edition, including the Good Housekeeping Institute
- U.K. edition, including the Good Housekeeping Institute
- Indian edition
- Russian edition
- Official subscription site Spanish edition BuenHogar
- Online archive of the covers of many early issues
- Official website of the Drop 5 lbs with Good Housekeeping TV show on the Cooking Channel

From the Library of Congress:
- February 1926 issue (262 pages)
- Today in History: May 2, featuring Good Housekeeping
- Good Housekeeping at the HathiTrust